# Irmãs Franciscanas de Cristo Rei
As Irmãs Franciscanas de Cristo Rei são um instituto religioso feminino de direito pontifício: os membros desta congregação acrescentam ao seu nome a sigla S.F.C.R..

## História
A congregação é originária de uma comunidade de terciários franciscanos fundada no mosteiro de San Francesco della Vigna em Veneza por Maria Benedetta Carignano e Angelica Canal, fundada com a aprovação do capítulo provincial dos Frades Menores Observantes do Vêneto. A fraternidade, dedicada à educação dos jovens e à assistência às mulheres idosas, foi aprovada por bula do Papa Sisto IV em 1471.
Suprimida na era napoleônica (1810), foi reconstituída em 16 de novembro de 1849 como congregação dos Terciários Franciscanos de San Giuseppe, mas foi novamente dissolvida pelo governo de Sabóia (1866).
Algumas religiosas sobreviventes deram nova vida ao instituto em 13 de julho de 1878: a primeira superiora do instituto foi Luigia Penso (1836-1907): o cardeal Aristide Cavallari, patriarca de Veneza, aprovou a congregação como instituto de direito diocesano em 10 de outubro de 1907 e, no dia 24 de outubro seguinte, a comunidade foi agregada à Ordem dos Frades Menores. A congregação assumiu o título atual por decreto do Patriarca Pietro La Fontaine em 25 de dezembro de 1928.
O instituto recebeu o decreto pontifício de louvor em 1937.

## Atividades e difusão
As freiras dedicam-se à educação cristã e à educação dos jovens e à gestão de internatos e colégios universitários.
Estão presentes na Itália, Albânia, Brasil e Guiné-Bissau. A sede geral fica em Veneza.
Em 31 de dezembro de 2005, o instituto contava com 316 religiosas em 41 casas.